# Bigelow Aerospace
Bigelow Aerospace LLC, je americkou společností s ručením omezeným, která se zabývala vývojem a výrobou nafukovacích obytných modulů, a to zejména pro komerční a průzkumné použití na nízké oběžné dráze Země, na Měsíci, na Marsu a v hlubokém vesmíru. Společnost založil v roce 1999 americký hoteliér Robert Bigelow. V březnu 2020 společnost propustila všechny své zaměstnance.
V roce 2016 byl třetí experimentální modulu, zvaného BEAM, vynesen do vesmíru, a to k dvouročnímu testovacímu pobytu na Mezinárodní vesmírné stanici v rámci kontraktu s NASA za 17,8 milionů USD.
Navrhovaného modulu BA 330, s vnitřním objemem 330 m3, jako součást projektu NextSTEP měl být připraven k vypuštění už v roce 2017, v roce 2019 se plánovalo jeho vypuštění v roce 2021.

## Bigelow Expandable Activity Module
Bigelow Expandable Activity Module, neboli BEAM, je třetím technologickým demonstrátorem společnosti Bigelow Aerospace; jeho předchůdci byly moduly Genesis I a Genesis II, vynesené samostatně na nízkou oběžnou dráhu Země s cílem otestovat technologické postupy (oba dva jsou stále aktivní). Byl součástí nákladu kosmické lodě Dragon během mise CRS-8, a to v její nehermetizované části; po příletu na Mezinárodní vesmírnou stanici (ISS) byl pomocí manipulačního ramene Canadarm2 vyjmut z Dragona a umístěn na jeden z dokovacích adaptérů modulu Tranquility (uzel 3). Modul se v praxi osvědčil, je používán jako sklad a mohl by na ISS zůstat až do roku 2028.